# كوكا (تراث شعبي)

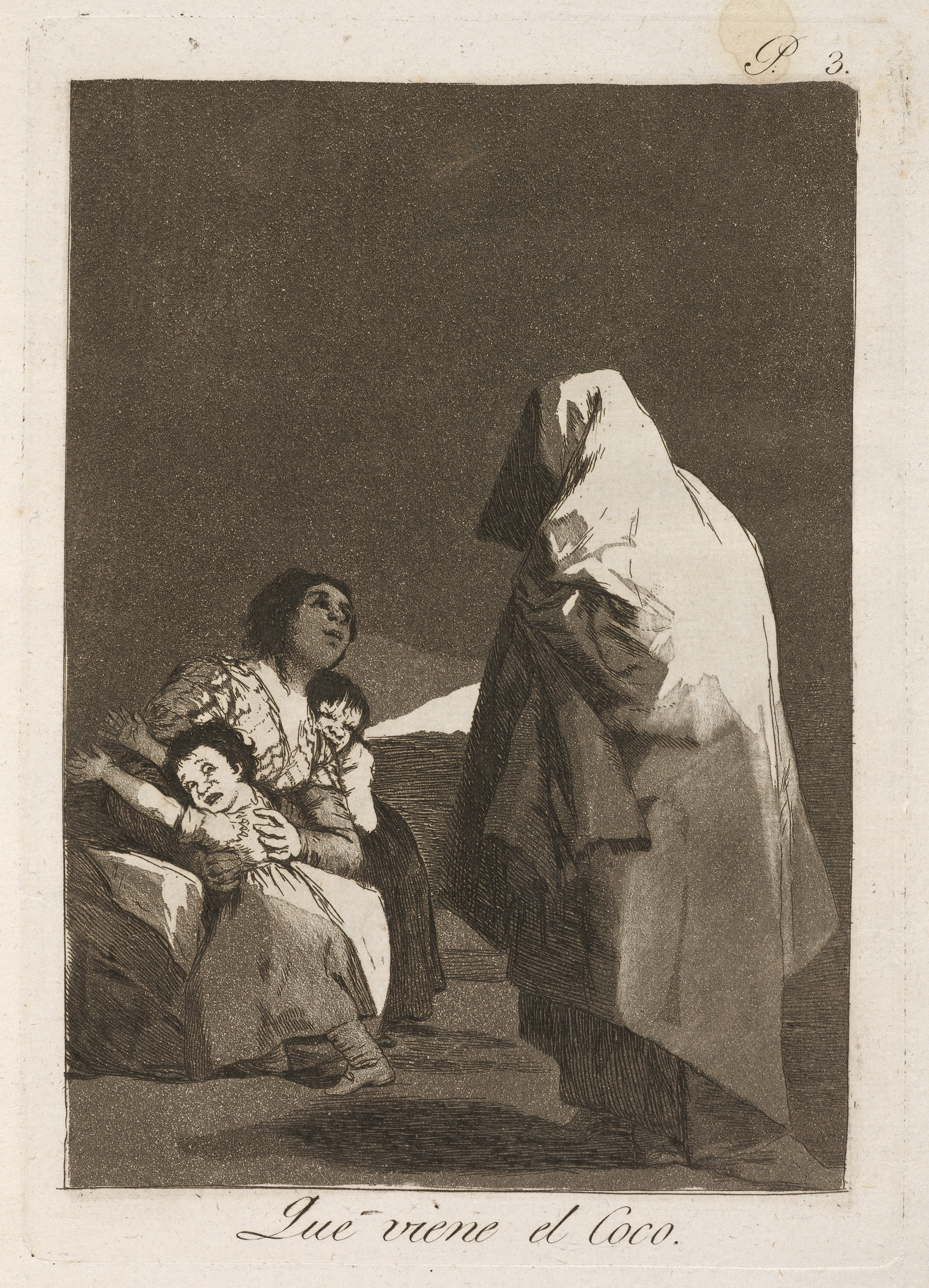

كوكا (من اللغة البرتغالية) هي أنثى المارد البرازيلي من التراث الشعبي. وهي التمساح القبيح القديم الذي يأكل الأطفال. وثمة شعبية كبيرة في البرازيل عن التهويدة وهي :
نم ياصغيري،
لأن كوكا يريد ان ياخذك
الاب اذهب إلى الحديقة
تأتي عودة المومياء

## وصلات خارجية
- Picture of Cuca in the TV program Sítio do Picapau Amarelo